# تشيلي ويلي
تشيلي ويلي (بالإنجليزية: Chilly Willy)‏ هو شخصية كرتون خيالية تتحدث عن بطريق يعيش في ألاسكا. قام بأبتكارها المخرج بول سميث لشركة والتر لانتز عام 1953. لاحقًا، أصبحت الشخصية ثاني أشهر شخصيات من إنتاج شركة لانتز ويونيفرسال بيكشرز بعد وودي نقار الخشب.

## مقدمة
تم إنتاج حلقات المسلسل من عام 1958 إلى عام 1972.
المسلسل من تأليف ( ستيوارت بالمر)
كل حلقة عبارة عن قصة مختلفة لكن الشخصيات تبقى كما هي لا تتغير.

## قصة
يتحدث المسلسل عن بطريق يدعى ويلي. يعيش في الاسكا يقوم بمحاولات للبحث عن الدفئ أوعن الطعام وغالبا ما يواجه معارضة من كلب يدعى سميدلي.
يمتلك سميدلي أسنانًا كبيرة تظهر عند التثاؤب. مع تتطور الحلقات، يصبح ويلي وسميدلي أصدقاء، ولكن ويلي يظل مزعجًا بالنسبة لسميدلي أكثر من عدو.
يصبح لويلي اثنين من الأصدقاء، الأول هو ماكسي الدب القطبي والثاني هو غوني الطائر، لكن ماكسي يظهر
أكثر من غوني في الحلقات، ويوجد فقط 3 حلقات اجتمع فيها الثلاثة معا.
في بعض الحلقات يتعامل ويلي مع صياد يدعى كولونيل، والذي عرض عليه سميدلي العمل معه في بعض الحلقات.